# Ennepetalsperre
Die Ennepetalsperre ist eine Trinkwassertalsperre in Nordrhein-Westfalen, deren Gewichtsstaumauer zwischen 1902 und 1904 erbaut worden ist. Am nordwestlichen Rand des Sauerlands am Übergang zum Ruhrgebiet, staut sie rund zehn Kilometer südlich von Hagen den Nebenfluss der Volme, die Ennepe. Neben sieben weiteren Talsperren gehört die Ennepe, wie sie in Kurzform auch bezeichnet wird, heute dem Ruhrverband in Essen, der für die Wasserregulierung der Ruhr zuständig ist.

## Planung und Baugeschichte
Der steigende Wasserbedarf der Hammerwerke und Schleifkotten an der Ennepe brachte 52 Fabrik- und Triebwerksbesitzer zu dem Entschluss eine „Thalsperre“ anzulegen, die auch den höheren Trinkwasserbedarf im Tal abdecken könnte. Sie beauftragten 1899 den Bauingenieur Dr. Otto Intze für ihr Vorhaben. Der renommierter Professor der Technischen Hochschule Aachen hatte schon einige Talsperren im Sauerland nach seinem Bauprinzip mit Intze-Keil errichtet.
Durch die Gründung der Ennepetalsperren-Genossenschaft, dem späteren Ennepe Wasserverband, konnte die Finanzierung des Baus gesichert werden. Neben dem Kreis Schwelm beteiligte sich auch der 1899 gegründete Ruhrtalsperrenverein (RTV) an den Kosten. Gemäß seiner Statuten erhielt die Genossenschaft vom RTV jährlich einen Zuschuss von 100.000 Mark. Im Gegenzug sicherte sich der RTV bei Bedarf eine Abgabe von Wasser aus der Talsperren, um die Wasserführung der Ruhr zu erhöhen.
Der Entwurf von Prof. Intze sah eine 320 Meter lange Staumauer aus Bruchstein mit rund 51 Meter Höhe vor. Charakteristisch für die Intze-Mauern sind ihre schlanke Form und der bogenförmige Verlauf, durch den die Temperaturspannungen besser ausgeglichen werden. Im Januar 1902 begannen die zwei Jahre dauernden Arbeiten. Dazu wurde eigens eine acht Kilometer lange Kleinbahnstrecke vom Staatsbahnhof an der Wuppertalbahn im Radevormwalder Zentrum zur Staumauer errichtet. Zuerst ausschließlich zum Materialtransport genutzt, wurde auf Antrag der Bauleitung schnell vom Regierungspräsidium die Genehmigung zum Personentransport erteilt, da sich die Baustelle einer großen touristischen Beliebtheit erfreute. Zum Ende der Bauzeit wurde die Bahnstrecke wieder abgebaut.
Zur Abdichtung auf der Wasserseite der Mauer wurden das mit Trassmörtel vermischte Grauwackegestein verputzt und mit mehreren Asphaltschichten bedeckt. Zur weiteren Abdichtung erhielt die Sperre im unteren Drittel vor der Mauer den sogenannten Intze-Keil aus einem Ton-Lehm-Gemisch. Den Rest der Mauer bis zur Krone schützt ein Verblendmauerwerk. Um eventuell eindringendes Sickerwasser zu fangen, war hinter der Mauervorderseite eine Drainage angeordnet, die zu den Grundablässen entwässerte. Zur Bedienung der Schieber in den Grundablässen stehen auf der Wasserseite die zwei Schiebertürme, die von der 4 Meter breiten Krone aus betreten werden können.
Nach relativ kurzer Betriebszeit musste festgestellt werden, dass mit dem geschaffenen Volumen von 10,3 Mio. m³ kein ausgewogener Abfluss über das Jahr erzielt werden konnte. Da auch die Summe der Regenspenden aus dem Einzugsgebiet deutlich höher als das Stauvolumen waren, wurde fünf Jahre nach Beendigung der Arbeiten zwischen 1909 und 1912 die Mauer um rund 10 Meter erhöht, wodurch das Speichervolumen um fast ein Viertel vergrößert wurde.
Dem Talsperrenbau mussten Häuser, Gehöfte und kleine Industriestandorte weichen. So verschwanden die Ortschaften Osenberg und Bauendahl mit mehreren Gehöften und die Osenberger Mühle.

## Einzugsgebiet
Die Ennepe als Hauptzufluss entspringt rund 2,5 Kilometer südlich von Halver im Märkischen Kreis. Sie durchfließt das Naturschutzgebiet Wilde Ennepe und erreicht nach fünf Kilometer das Vorbecken bei Osenberg. Der westliche Arm der Sperre wird durch Umbecke und Borbach gespeist, die jeweils bei Altenfeld ein Vorbecken besitzen. Weitere vier Vorbecken verhindern den Eintrag von Sedimenten aus den Gewässern. Die Talsperre selber ist mit Wald umgeben und liegt recht abgeschieden im Ennepe-Ruhr-Kreis zwischen Breckerfeld und Radevormwald. Anfangs lag die Talsperre auf dem Gebiet der Gemeinde Radevormwald, durch die kommunale Neugliederung im Jahre 1929 gelangte sie zu Breckerfeld. Das hügelige und schwach besiedelte Einzugsgebiet besitzt eine Größe von 48,2 km². Im Jahresmittel gelangen aus der Regenspende rund 40,5 Mio. m³ Wasser in die Sperre.
Unterhalb der Sperre durchfließt die Ennepe die Orte Ennepetal und Gevelsberg und erreicht bei Hagen die Volme, die vier Kilometer weiter in die Ruhr mündet.

## Bauwerke und Betriebseinrichtungen
Die 51 Meter hohe Staumauer hat ein Volumen von 110.000 m³ und besitzt eine Kronenlänge von 320 Meter. Bei Vollstau erreicht der Stausee eine Fläche von rund 100 ha und speichert bis zu 12,6 Mio. m³. Zur Hochwasserentlastung sind in der Mitte der Mauer 13 Öffnungen mit einer Gesamtüberlaufbreite von 70,2 Metern vorhanden. Das überlaufende Wasser wird auf der Außenseite der Mauer durch das Mauerwerk stark gebremst und erreicht auf der Talsohle das Tosbecken. Dort münden auch die beiden Grundablässe, die unter der Mauer hindurchführen. An den Schiebertürmen befinden sich heute hydraulisch betriebene Schieber. Ein zweiter Verschluss befindet sich jeweils luftseitig am Übergang zum Tosbecken.
Die Talsperre dient vorrangig der Trinkwasserversorgung, wozu auf der Wasserseite der Mauer Entnahmeinrichtungen in verschiedenen Tiefenlagen vorhanden sind. Daraus entnimmt der Wasserversorger AVU rund 9 Mio m³ pro Jahr. Zum Schutz des Wasserkörpers ist die Talsperre als Wasserschutzgebiet ausgewiesen, wobei der gesamte Staubereich zur Schutzzone I gehört. Daher unterliegt die Nutzung für Freizeit- und Erholungszwecke weitgehenden Beschränkungen und der Bereich der Staumauer ist weitläufig umzäunt.
Daneben wird die Gefahr von Hochwasser im dichter besiedelten Unterlauf reduziert. Nachdem 1997 der Ruhrverband die Talsperre übernommen hatte, wurde die Steuerung der Wasserabgabe an dessen Talsperrenleitzentrale in Essen angeschlossen. Aufgrund der geringen Größe der Sperre ist der Einfluss zur wirksamen Regelung des Ruhrabflusses, der Aufgabe des Ruhrverbands, nur gering.
Seit Anfang 2006 ist an der Ennepetalsperre ein Wasserkraftwerk installiert. Die vorhandene Durchströmturbine hat ein Schluckvermögen von maximal 1,4 m³/s. Die mittlere Jahreserzeugung des Speicherkraftwerks beträgt 1,4 Millionen Kilowattstunden, was dem Strombedarf von ca. 400 Haushalten entspricht. Betreiber der Wasserkraftanlage sind die Lister- und Lennekraftwerke in Olpe, ein hundertprozentiges Tochterunternehmen des Ruhrverbands.

## Zweiter Weltkrieg
In der Nacht vom 16. auf den 17. Mai 1943 unternahmen britische Bomber in der so genannten Operation Chastise einen Großangriff mit Spezial-Rollbomben auf deutsche Talsperren. Auch die Ennepetalsperre gehörte in jener Nacht zu den Angriffszielen. Weil sie aber versteckt liegt und schlecht zu orten war, blieb sie unbeschädigt erhalten, während ihre viel größeren Schwestern an Eder und Möhne mit verheerenden Folgen getroffen wurden.

## Sanierung der Staumauer
Intze-Mauern waren seinerzeit ohne Berücksichtigung des inneren Wasserdrucks bemessen worden und berücksichtigten daher nicht die Auftriebskräfte, die der Schwerkraft der Mauer entgegenwirken. Eine wirksame Entlastung durch die Mauerdrainage war auch nicht mehr gegeben, da man in den 1950er Jahren versehentlich durch Verpressarbeiten diese verschlossen hatte. Daher wurde durch die Aufsichtsbehörde die Standsicherheit der Mauer in Zweifel gezogen und eine sofortige Absenkung des erlaubten Stauziels angeordnet. Gleichzeitig erfolgte die Sanierungsverfügung mit Anpassung an die Anerkannte Regeln der Technik. Aufgrund der Bedeutung für die lokale Trinkwasserversorgung sollten die Arbeiten durch das Land NRW gefördert werden.
Das Betreiberunternehmen AVU sah sich nicht in der Lage diese Arbeiten durchzuführen. Mit den Erfahrungen bei der Sanierung seiner Talsperrenmauern konnte der Ruhrverband ein Konzept für die Anpassungsarbeiten entwickeln, nachdem die Realisierung des Projekts als aussichtsreich eingestuft worden war. Mit der Verpflichtung zur Durchführung der Anpassungsarbeiten übernahm der Ruhrverband 1997 die Ennepetalsperre.
Da die Wasserversorgung auch während der Sanierungsarbeiten gewährleistet sein musste, kam eine Absenkung oder Entleerung der Talsperre nicht in Frage. Wichtigste Baumaßnahme war die Herstellung eines Kontroll- und Drainagestollens an der Gründungssohle der Mauer, die weltweit erstmals mit einer Tunnelbohrmaschine (TBM) aufgefahren werden sollte. Dies erforderte großen technischen Aufwand, da der Kontrollgang in der Nähe der Wasserseite sowohl der Wölbung der Mauer als auch dem Profil des Tals folgen musste, um immer entlang der Nahtstelle von Mauer und Untergrund zu verlaufen. Von dem heutigen Zugang am Talboden verläuft die Strecke der TBM im Rechtsbogen bis zur westlichen Talseite. Nach Bergung der TBM musste sie rückwärts in den Zugang gefahren werden, um anschließend den nach Osten verlaufenden Teil aufzufahren.
Hauptaufgabe des neuen Stollens von drei Meter Durchmesser ist die zuverlässige Entwässerung von Mauer und Felsuntergrund, um wirksam den Auftrieb und den Sohlwasserdruck zu unterbinden. Dazu wurden Drainagebohrungen in regelmäßigen Abständen eingebracht und die Mauer mit einer umfangreichen Messausrüstung versehen. Zur laufenden Überwachung können damit das anfallende Sickerwasser, der Porenwasserdruck und die Temperaturen gemessen werden. Ein geodätisches Messsystem erfasst die Verformungen von 40 Objektpunkten an der Außenseite der Mauer, das durch zwei Lotanlagen ergänzt wird.
Mit der Sanierung und Abdichtung der Grundablassstollen und der wasserseitigen Schiebertürmen konnten die Arbeiten bis 2001 abgeschlossen werden. Dabei wurden auch die alten Verschlüsse an den Schiebertürmen durch hydraulisch betriebene ersetzt. Durch Taucher erfolgte der Einbau von neuen Rechen vor den Einläufen der Grundablässe.

## Verkehrsanbindung und Freizeit
Die Landstraße 699 führt von Altenbreckerfeld in der Nähe der Mauer vorbei. Die abzweigende kleine Straße, die über die vier Meter breite Mauerkrone führt, ist seit der Sanierung für den zuvor erlaubten Straßenverkehr gesperrt. Der Bereich der Stauwurzel liegt verkehrstechnisch recht abgeschieden. Durch die Lage im Wasserschutzgebiet ist die Nutzung für Freizeit- und Erholungszwecke weitgehenden Beschränkungen unterworfen. Eine Umwanderung des Stausees ist nicht möglich und der Bereich der Staumauer ist weitläufig umzäunt.

Einweihung im Jahr 1905
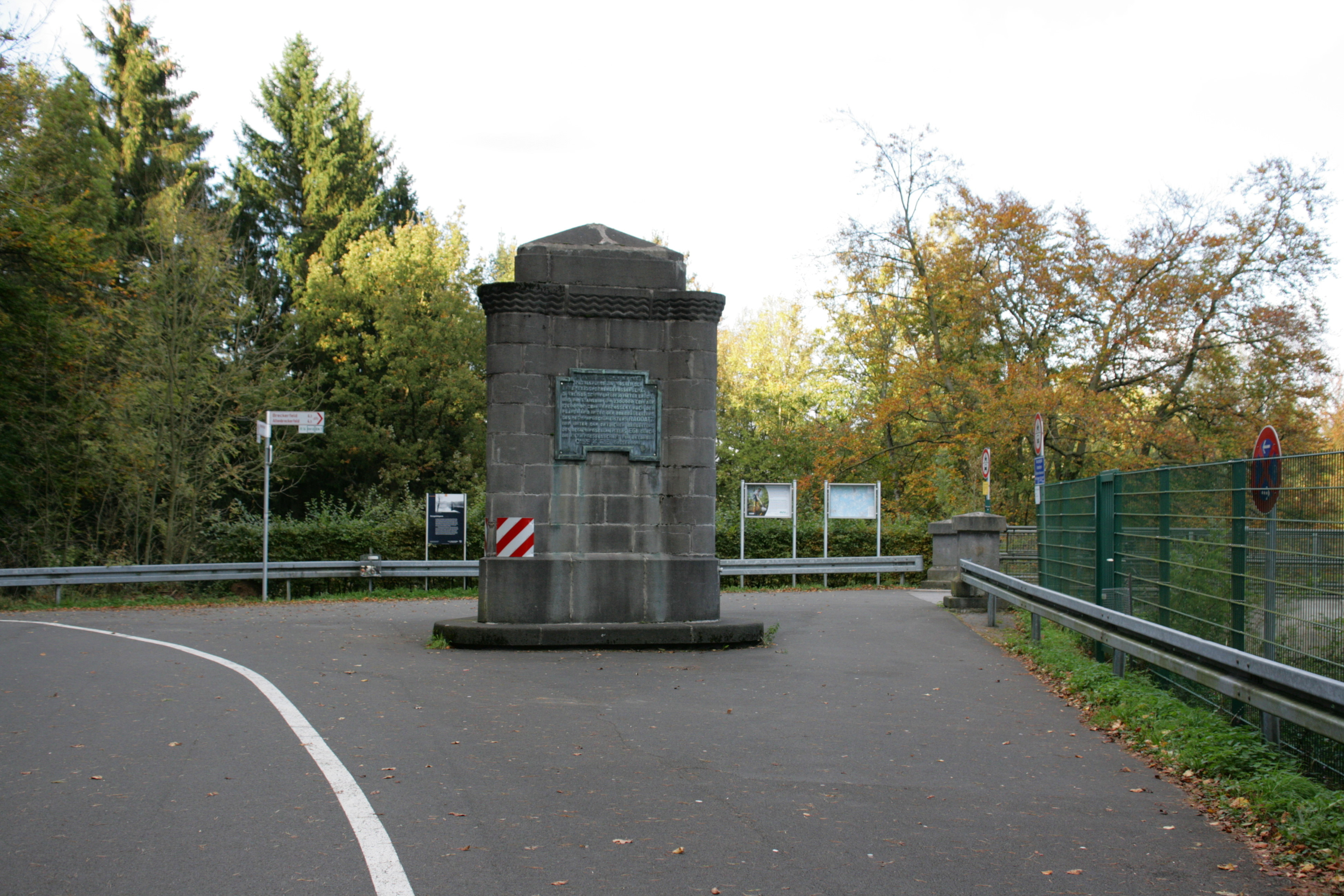
Türmchen mit drei Gedenktafeln
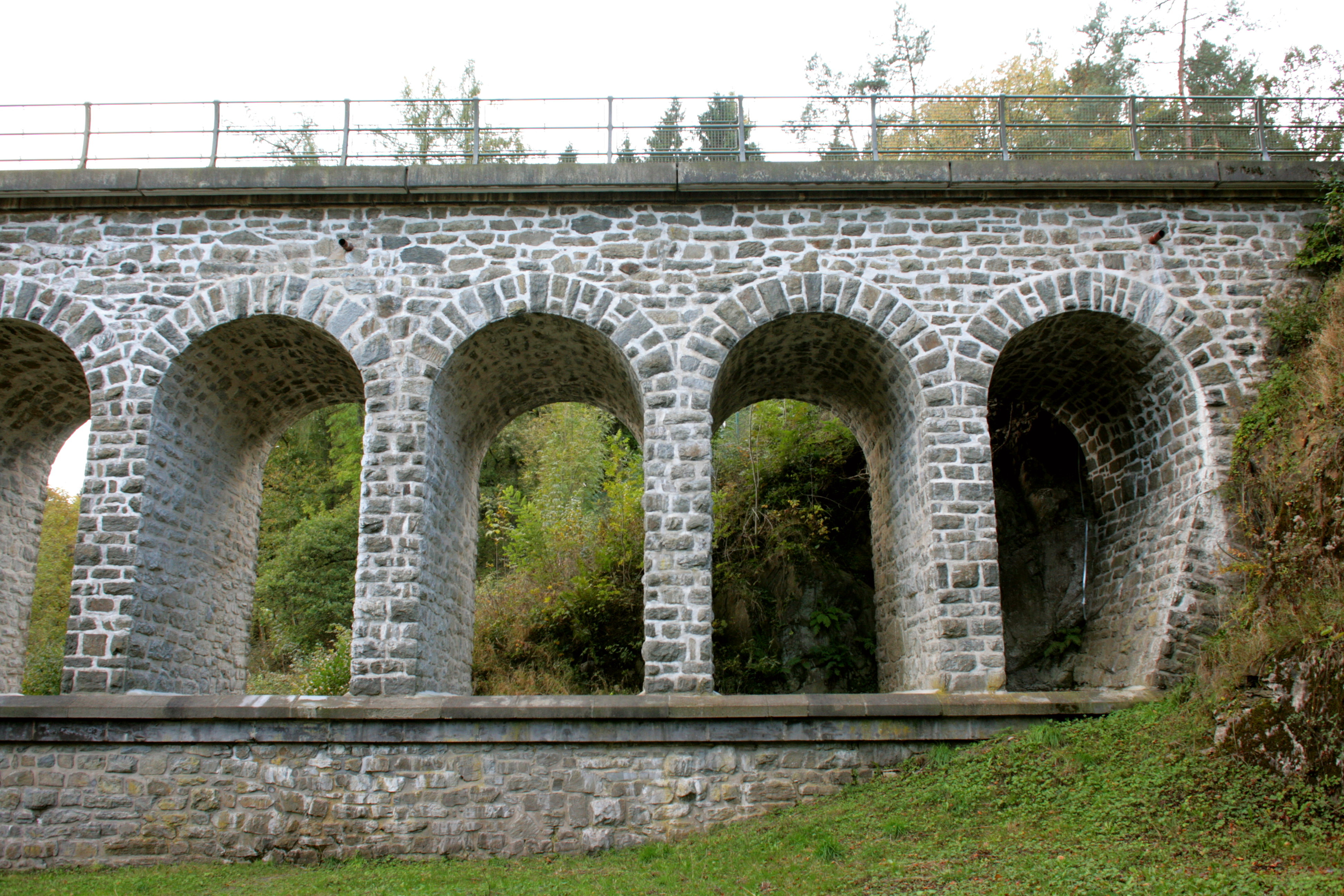
Sperrmauererhöhung
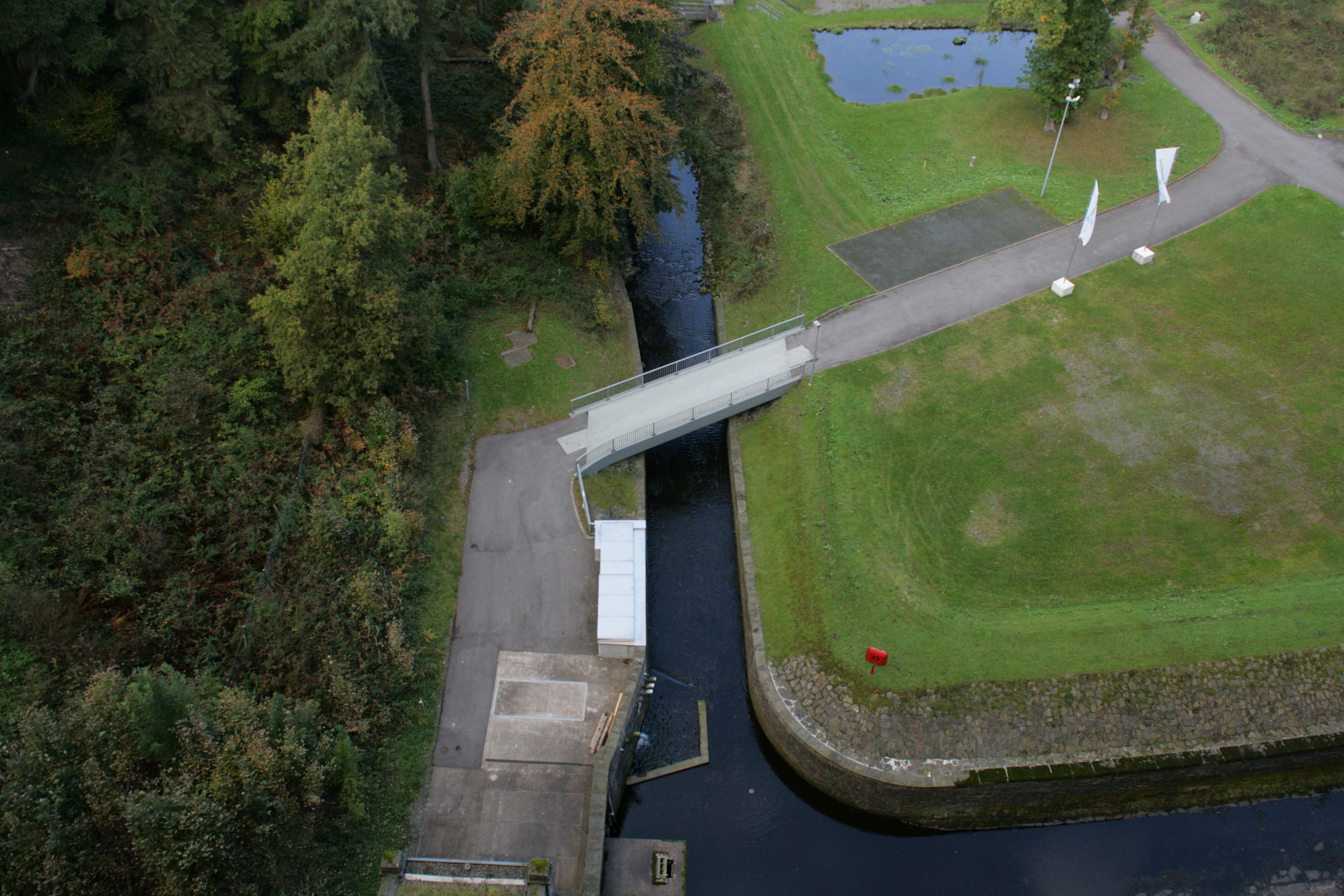
Tosbecken und Abfluss der Ennepe unterhalb der Sperrmauer
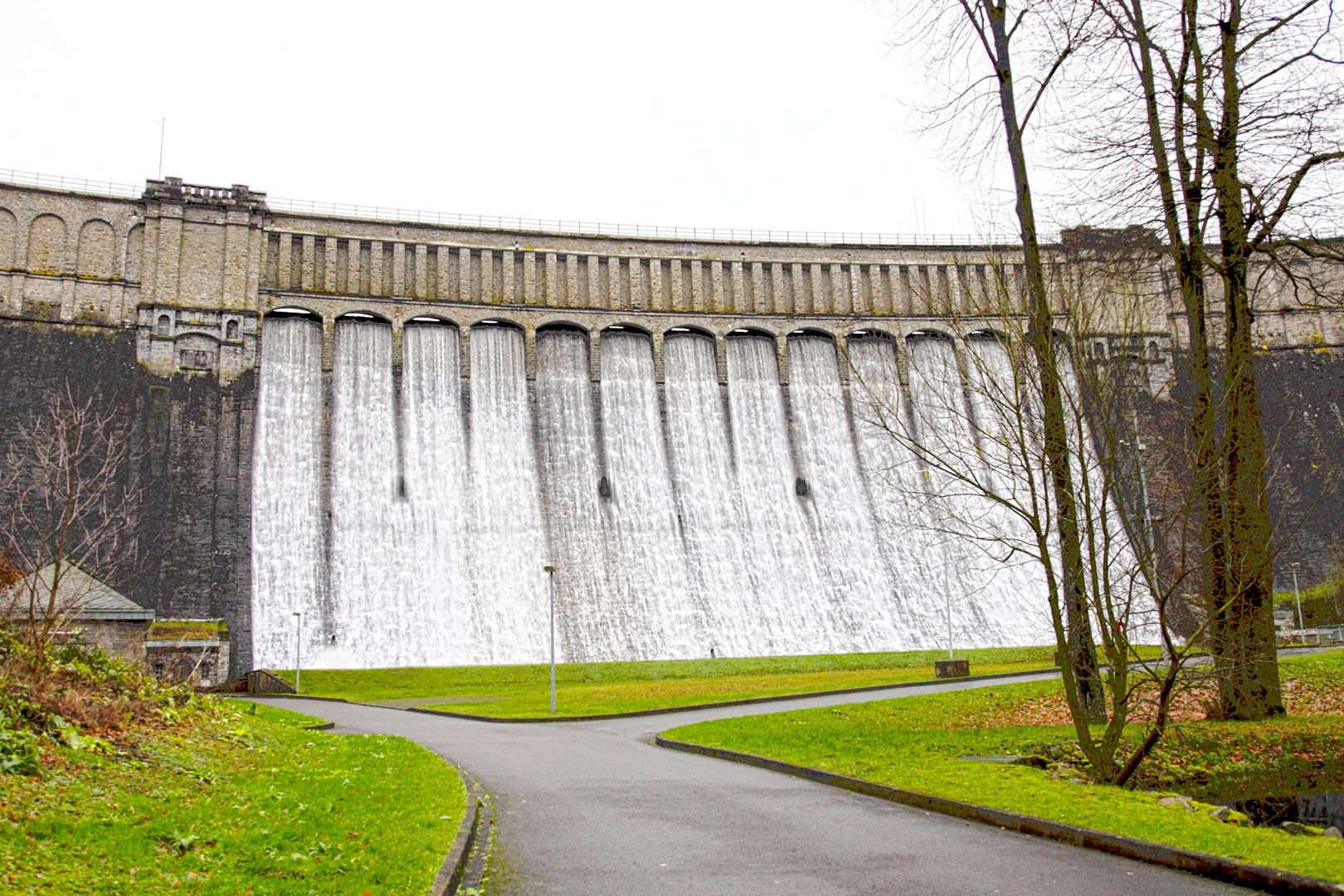
Nach Überschreiten des Vollstaus läuft das Wasser über die Staumauer